# Rörtjärnen (Frostvikens socken, Jämtland, 715832-146139)
Rörtjärnen är en sjö i Strömsunds kommun i Jämtland och ingår i Ångermanälvens huvudavrinningsområde. Sjön har en area på 0,0456 kvadratkilometer och ligger 512 meter över havet. Rörtjärnen ligger i Frostvikenfjällen Natura 2000-område.

## Delavrinningsområde
Rörtjärnen ingår i det delavrinningsområde (715704-146062) som SMHI kallar för Utloppet av Svanavattnet. Medelhöjden är 579 meter över havet och ytan är 6,22 kvadratkilometer. Det finns inga avrinningsområden uppströms utan avrinningsområdet är högsta punkten. Vattendraget som avvattnar avrinningsområdet har biflödesordning 4, vilket innebär att vattnet flödar genom totalt 4 vattendrag innan det når havet efter 277 kilometer. Avrinningsområdet består mestadels av skog (84 procent). Avrinningsområdet har 0,61 kvadratkilometer vattenytor vilket ger det en sjöprocent på 9,7 procent.